# Elisabetta Barbuto
Elisabetta Maria Barbuto (Firenze, 14 luglio 1957) è una politica italiana.

## Biografia

### Elezione a deputato
Viene eletta deputata alle elezioni politiche del 2018 nel collegio di Crotone per il Movimento 5 Stelle.